# Trommsdorff-Modell
Das Trommsdorff-Modell ist ein Skalierungsverfahren in der empirischen Sozialforschung und der Marktforschung. Es wurde vom deutschen Wirtschaftswissenschaftler Volker Trommsdorff entwickelt und ist nach diesem benannt.
Es ist ein komponierendes Marktmodell und erstellt eine Skalierung anhand genauer Angaben von Attributen (nicht ganzer Produkte wie bei der dekomponierenden Variante).

## Vorgehensweise
1. Objekte werden anhand von vorgegebenen Merkmalen durch eine Ratingskala beurteilt. Beispiel: Attribute einer Uhr → Design, Uhrwerk, Farbe usw. Rating von sehr gut bis sehr schlecht
2. Merkmale werden durch eine Faktorenanalyse auf Dimensionen verdichtet.
3. Abbilden der Objekte in einer Matrix oder Bild